# Cetengraulis mysticetus
Cetengraulis mysticetus is een straalvinnige vis uit de familie van de ansjovissen (Engraulidae) en behoort derhalve tot de orde van haringachtigen (Clupeiformes). De vis kan een lengte bereiken van 17 centimeter. De hoogst geregistreerde leeftijd is 3 jaar.

## Leefomgeving
De soort komt in zeewater en brak water voor. De vis prefereert een subtropisch klimaat en leeft hoofdzakelijk in de Grote Oceaan op dieptes tussen 0 en 25 meter.

## Relatie tot de mens
Cetengraulis mysticetus is voor de visserij van groot commercieel belang. In de hengelsport wordt er weinig op de vis gejaagd.